# Onthophagus bituberculatus
Onthophagus bituberculatus är en skalbaggsart som beskrevs av Olivier 1789. Onthophagus bituberculatus ingår i släktet Onthophagus och familjen bladhorningar. Inga underarter finns listade i Catalogue of Life.